# Famille du Bouëxic
La famille du Bouëxic est une famille subsistante de la noblesse française, originaire de Bretagne. On distingue trois branches : de Pinieux, de La Driennais et de Guichen, toutes subsistantes.
Elle s’est illustrée avec Luc Urbain du Bouëxic de Guichen, lieutenant général des armées navales, grand-croix de Saint-Louis, chevalier de l'ordre du Saint-Esprit et commandant de la marine à Brest, et Charles Auguste du Bouëxic de Pinieux, député d’Eure-et-Loir.

## Histoire
La famille du Bouëxic est originaire de Bretagne, où elle a possédé la terre de La Chapelle-Bouëxic, dont elle tire son nom.[réf. nécessaire]
Son berceau est le manoir du Baron à Lohéac, qu'elle possédait au XVIe siècle.
Sa filiation remonte à Mathurin du Bouëxic, qui vivait au XVIe siècle[réf. à confirmer].
Guillaume, seigneur de La Driennays, est confirmé noble en Bretagne le 29 janvier 1635. Louis de Bouëxic, seigneur de La Chapelle-Bouëxic, est maintenu noble en Bretagne le 10 novembre 1668.
Arnaud Clement écrit, dans un document en ligne intitulé La noblesse française, que la famille du Bouëxic a obtenu des lettres patentes de confirmation de noblesse en 1626, et qu’elle a été maintenue noble en 1668[réf. à confirmer].

## Filiation
Ci-dessous, une filiation simplifiée de la famille du Bouëxic :
- Mathurin du Bouëxic, marié avec Charlotte Le Voyer
  - Gilles du Bouëxic, marié vers 1560 avec Alliette Persaye
    - Louis du Bouëxic, juge criminel de Rennes, marié avec Jeanne Liard
      - Claude du Bouëxic (1590-1658), conseiller au parlement de Bretagne, marié en 1622 avec Marie Peschart (1605-1648)
        - Louis du Bouëxic (1623-1678), conseiller au parlement de Bretagne, marié en 1650 avec Marie Cybouault († 1678)
          - Louis du Bouëxic (1654- ?), conseiller au Parlement de Bretagne, marié en 1683 avec Suzanne Grout de la Corderie (1665-1732)
            - Yves Mathurin du Bouëxic (1685-1716), page de la Petite Ecurie du Roi.
            - Bernard Louis du Bouëxic (1694-1751), conseiller au parlement de Bretagne, marié en 1728 avec Constance de Guersans (1705-1778)
              - Joseph Augustin du Bouëxic de Pinieux (1741-1799), capitaine au Régiment du Roi, marié en 1777 avec Nicole Pélagie Chastel (1761-1807)
                - Charles Auguste du Bouëxic de Pinieux (1779-1851), député d'Eure-et-Loir, marié en 1808 avec Constance Tourteau de Septeuil (1791-1865)
                  - Jean du Bouëxic de Pinieux (1812-1854), marié en 1839 avec Marie Tardif d'Hamonville (1820-1859), dont postérité subsistante

      - François du Bouëxic, marié avec Marguerite Fabroni, dont postérité éteinte
      - Jean Louis du Bouëxic, dont postérité éteinte

    - Jean du Bouëxic, gentilhomme ordinaire de la Chambre du roi, marié en 1588 avec Françoise Carcaret
      - Jean du Bouëxic ( † 1671), procureur général et Syndic des États de Bretagne
      - Guillaume du Bouëxic (1598-1661), gentilhomme ordinaire de la Chambre du roi, marié en 1624 avec Gillette Aulnette (1606- ?)
        - Julien du Bouëxic (1624-1679), marié en 1649 avec Renée Trampé, dont la branche du Bouëxic de La Driennais, subsistante
        - Luc du Bouëxic (1631-1699), lieutenant général de la Maréchaussée de Bretagne, marié en 1663 avec Marie Blohio (1640-ap. 1707)
          - Luc Louis François du Bouëxic (1668-1735), capitaine au régiment de Béarn et commissaire aux états de Bretagne, marié en 1707 avec Julienne Thérèse de La Jaille (ca. 1687-1769)
            - Luc Urbain du Bouëxic de Guichen (1712-1790), lieutenant général des armées navales, marié en 1751 avec Jeanne Félicité de Rollon (1727-1767), dont postérité éteinte
            - François Félix du Bouëxic (1714-1775), capitaine au régiment de La Tour du Pin-infanterie, chevalier de Saint Louis, marié en 1756 avec Thérèse-Jeanne de Kerret († ap. 1780)
              - Agathon Luc François du Bouëxic de Guichen (1758-1832), lieutenant de vaisseau, marié en 1785 avec  Lucie Françoise Calloët de Trégomar (1761- ?), dont postérité subsistante

## Personnalités
- Luc Urbain du Bouëxic de Guichen (1712-1790), lieutenant général des armées navales, grand-croix de Saint-Louis, chevalier de l'Ordre du Saint-Esprit et commandant de la marine à Brest.
- Charles Auguste du Bouëxic de Pinieux (1779-1851), député d’Eure-et-Loir (1824-1830).

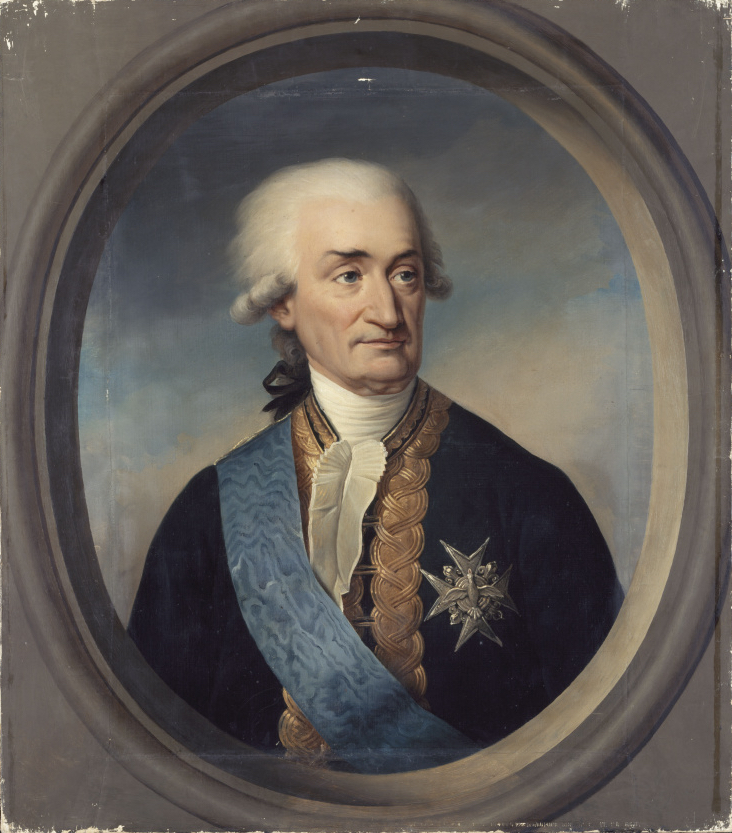
Portrait posthume de Luc Urbain du Bouëxic de Guichen (1712-1790), peinture à l'huile par Paulin Guérin, 1837.

## Alliances
Les principales alliances de la famille du Bouëxic sont : de La Bourdonnaye (1622), de Carné, de Guersans (1728), Tourteau de Septeuil (1808), Tardif d’Hamonville (1839 et 1858), de Remond de Montmort (1846), Graillet de Beine (1864), d'Esclaibes d'Hust (1867), de Tschudy de Glaris (1870), d'Aubéry de Frawenberg (1870), de La Hamayde (1872), de Chevron-Villette (1881), Brac de La Perrière (1901), Bernard de Montessus (1931), etc.

## Possessions
- La Chapelle-Bouëxic[6].
- Château de La Guerrière,
- Manoir de Pinieux.

## Armes & devise
- Armes : D’argent à trois pins arrachés de sinople, posés deux et un.[2][réf. à confirmer], ou  D'argent à trois arbres de buis (alias trois sapins) déracinés de sinople, 2 et 1.[5]
- Devise : Hoc Tegmine Tutus (Voici un abri sûr)[2].
- Timbre : couronne de comte.
- Supports : deux levrettes[5].